# トリムライン

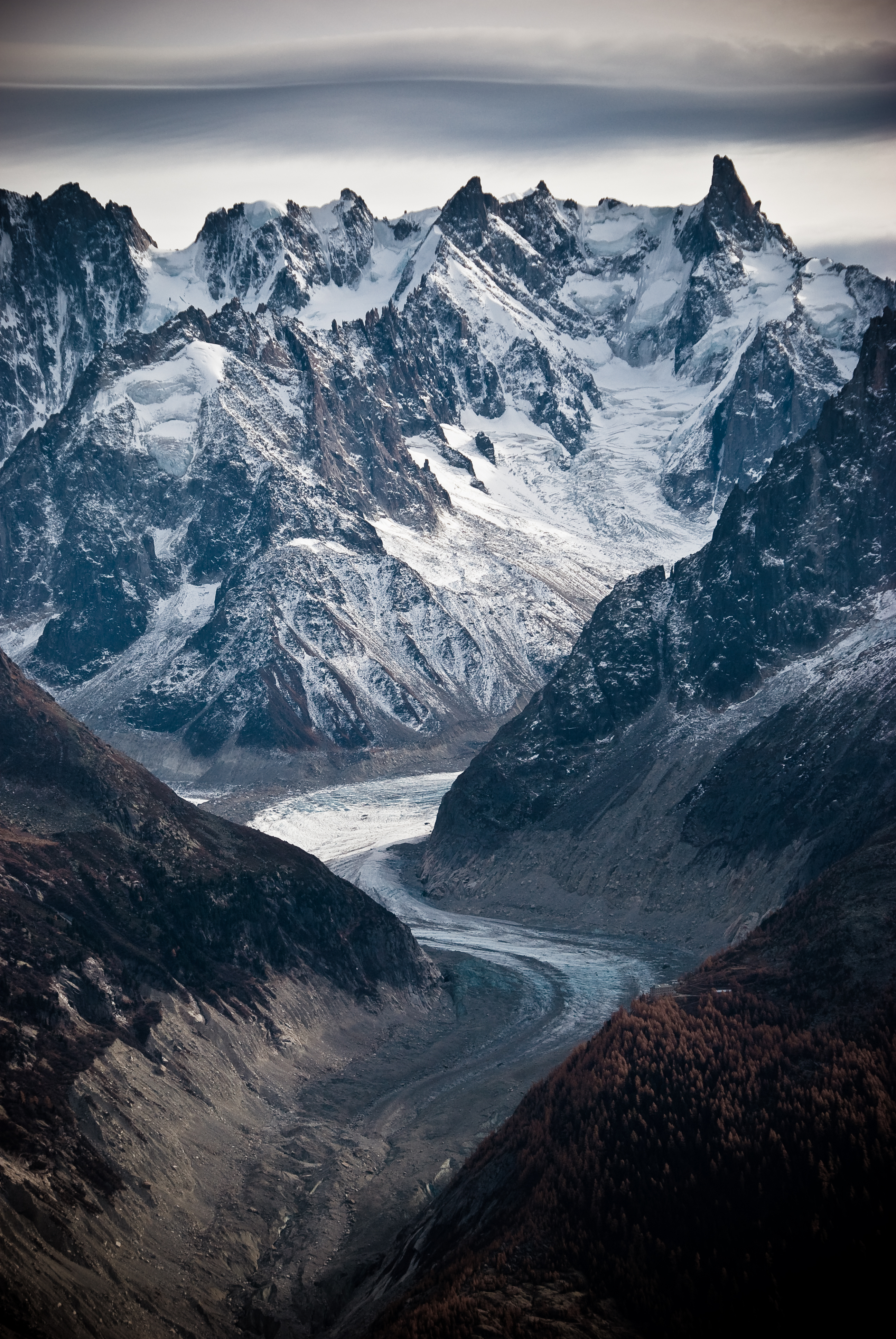
メール・ド・グラース氷河におけるトリムライン

トリムラインは、氷河によって形成された谷の側面に見られる明瞭な線のことである。この線は氷河の最近の最も高かった頃の高さを示すものであり、線の両側で岩石の色や植生が違うことから確認することができる。
この「トリムライン」という用語は、洪水、火山活動、津波などによって引き起こされた、似たような現象にも使用される。